# Episinus hickmani
Episinus hickmani är en spindelart som beskrevs av Lodovico di Caporiacco 1949. Episinus hickmani ingår i släktet Episinus, och familjen klotspindlar.
Artens utbredningsområde är Kenya. Inga underarter finns listade i Catalogue of Life.